# Lan Kham Deng
Lan Kham Deng (1387–1428) là vị vua thứ 3 của vương quốc Lan Xang. Ông là con trai trưởng của vua Samsenethai.
Trong thời ông trị vì, thủ lĩnh quân Lam Sơn là Lê Lợi xin Lan Kham Deng gửi quân sang giúp người Việt Nam chống lại quân Minh xâm lược. Lan Kham Deng đã gửi hàng ngàn quân sang Việt Nam giúp đánh quân Minh, nhưng vì lý do nào đó, quân Lan Xang lại quay sang giúp quân Minh đánh người Việt Nam.
Cuối cùng, cuộc kháng chiến chống quân Minh của người Việt vẫn thắng lợi. Quan hệ giữa Đại Việt và Lan Xang xấu đi và chiến tranh nổ ra. Cuộc chiến tranh với Đại Việt trước đó đã khiến cho đất nước Lan Xang hỗn loạn và kéo theo một cuộc tranh giành ngôi báu trong nội bộ hoàng tộc.
Lan Kham Deng qua đời vào năm 1428 ở tuổi 53, ở ngôi được 12 năm.